# Tur Abdin
Das Kalksteingebirge Ṭūr ʿAbdīn (syrisch ܛܘܪ ܥܒܕܝܢ ; „Berg der Knechte [Gottes]“) liegt in Nordmesopotamien am Oberlauf des Tigris im Südosten der heutigen Türkei.

## Lage
Im Süden, bei Mardin, fällt der Gebirgsstock steil zur mesopotamischen Ebene hin ab. Der Tigrisdurchbruch bildet die östliche Grenze, und im Norden grenzt der Tur Abdin an die Ebene von Diyarbakır. Die Westgrenze ist schlecht definiert und wird ungefähr durch das Vulkanmassiv des Karacadağ gebildet.

Blick vom Tur Abdin nach Südwesten über die mesopotamische Ebene

Der Tur Abdin ist überwiegend eher hügelig denn als eigentliches Gebirge ausgebildet und wirkt eher wie eine Hochebene. Eine Ausnahme bildet der Steilabfall bei Mardin. Er wird von einigen fruchtbaren Tälern durchzogen, etwa das Tal von Gercüş. Das Gebirge war früher dicht bewaldet. Karsthaltige Böden bilden die überwiegende Bodenbeschaffenheit. Sie sorgen dafür, dass die im Winter und Frühjahr zahlreich auftretenden Niederschläge durchsickern, sodass der Boden im Sommer trocken ist und mit großem Aufwand künstlich bewässert werden muss.

## Name
Der akkadische Name des Tur Abdin lautete vermutlich Nawar. In assyrischer Zeit hieß es Ka(š)šiari (KURka-ši-a-ri, ḪUR.SAG ka-ši-ya-ra, ḪUR.SAG ga-ši-ya-ar-ri) und bildete eine eigene Provinz. Versuche, den Namen auf den Stamm der Kaška zurückzuführen, werden allgemein abgelehnt. Der Name Kaschiari scheint auch das Gebiet westlich des eigentlichen Gebirges, also die Gegend von Harran umfasst zu haben, zumindest zur Zeit Adad-nirari II. Das Gebiet um Mardin hieß auch Iṣalla, der Begriff bezeichnete jedoch vermutlich vor allem den Karaça Dağ. Unter Assurnasirpal war ein Teil des Gebirges als KURNerebu bekannt, seine genaue Lage ist jedoch umstritten.
Der griechische Name lautete Masios oros (Strabon, Geographika 16,1,23), einige vermuten hier eine Ableitung vom aramäischen Masch. Wahrscheinlicher ist jedoch eine Ableitung vom akkadisch/sumerischen Mush/Mash („Schlange“). Im Schöpfungsmythos Enūma eliš betrachteten Assyrer und Babylonier die Gebirge zwischen Zagros und Taurus als Manifestation von Tiamat, die im Aufstand gegen die Götter von Marduk erschlagen und gespalten wurde, danach warf er ihren Körper auf den Boden. So wurden die Gebirge erschaffen. Vermutlich wurden ursprünglich alle Gebirge so bezeichnet, bevor sie nach und nach neue Namen bekamen. Das Gebiet gehörte zu Mygdonien. Strabo zählt folgende Städte auf, die am Fuße des Masios lagen: Tigranocerta, Carrhae, Nikephorum, Chordiraza und Sinnaka. Das Gebiet um Mardin trug in römischer und byzantinischer Zeit auch den Namen Izalla, vermutlich abgeleitet von der assyrischen Landschaft Iṣalla, deren Zentrum jedoch weiter westlich lag.

## Geschichte

### Akkadier, Assyrer und Perser
Vermutlich überschritt bereits der akkadische Herrscher Naram-Sin das Gebirge. Es wird auch angenommen, dass die altassyrischen Handelsrouten nach Anatolien über das Gebirge führten.
Die älteste Erwähnung des Tur Abdin findet sich in einer Keilschrifturkunde aus Boğazköy, die von dem Verlust eines silbernen Gefäßes (a-ga-nu KÙ.Babbar) im Kaschiarigebirge handelt. Der Vertrag zwischen dem hethitischen Großkönig Šuppiluliuma I. und Tette von Nuḫašše erwähnt das Gebirge (KBo I 4). Als Bewohner des Tur Abdin werden seit dem 14. Jahrhundert v. Chr. die Aramäer erwähnt (assyrische Keilschrifttexte). Das Gebirge wurde erstmals von Adad-nirari I. und Salmānu-ašarēd I. erobert. Das Gebirge war für die Assyrer vor allem von militärischer Bedeutung, da seine Kontrolle den Zugang zu den Kupfervorkommen von Ergani und der fruchtbaren Ebene von Diyarbakır sicherte.
Feldzugsberichte von Tukulti-Ninurta I., Tiglat-Pilešar I., Aššur-bel-kala, Tukulti-Ninurta II., Adad-nirari II., Aššurnâṣirpal II. und Salmānu-ašarēd II. erwähnen eine Überschreitung. Angaben zur genauen Route fehlen meist. Tiglat-Pilesar I. berichtet aus seinem 3. palu: „Ich betete zu Assur und den großen Göttern, meinen Herren. Ich bestieg den Berg Kašiari.“ Assur-nasirpal I. beschreibt auf der Seite D des weißen Obelisken, wie er einen Aufstand bestraft: „Ich erhob eine Fackel, ich marschierte rasch in die Kašiariberge und zog gegen jene Städte. Während der Nacht umzingelte ich sie und bei Sonnenaufgang kämpfte ich gegen zahlreiche Streitwagen und Fußtruppen und fügte ihnen schwere Verluste zu… Ich eroberte die Stadt Amlattu, die Stadt Saburam, die Stadt Ruzidak, die Stadt Bugu, die Stadt Ustu, aufrührerische Städte im Land der Dannuna, ich zündete sie an…“
In der Zeit Aššurbānipals gab es im Tur Abdin Weinanbau, Wein gehörte zum Tribut an Assyrien und wurde hier noch im 19. Jahrhundert angebaut.
Im 6. Jahrhundert v. Chr. fiel der Tur Abdin zusammen mit dem übrigen Mesopotamien an die persischen Achaimeniden, die zuvor die Meder und das Neubabylonische Reich besiegt hatten. Sie kontrollierten das Gebiet, bis Alexander der Große ihr Reich 330 v. Chr. eroberte. Anschließend beherrschten die makedonischen Seleukiden die Region.

### Römisches Reich und Byzanz
Seit dem 2. Jahrhundert v. Chr. befand sich Nordmesopotamien unter der direkten oder indirekten Herrschaft der iranischen Parther, die wiederholt Kriege gegen die Römer führten, die hier im Verlauf des 2. Jahrhunderts n. Chr. zunehmend an Einfluss gewannen. Spätestens seit Kaiser Septimius Severus gehörte der Tur Abdin als Teil der römischen Provinz Mesopotamia zum Imperium Romanum.

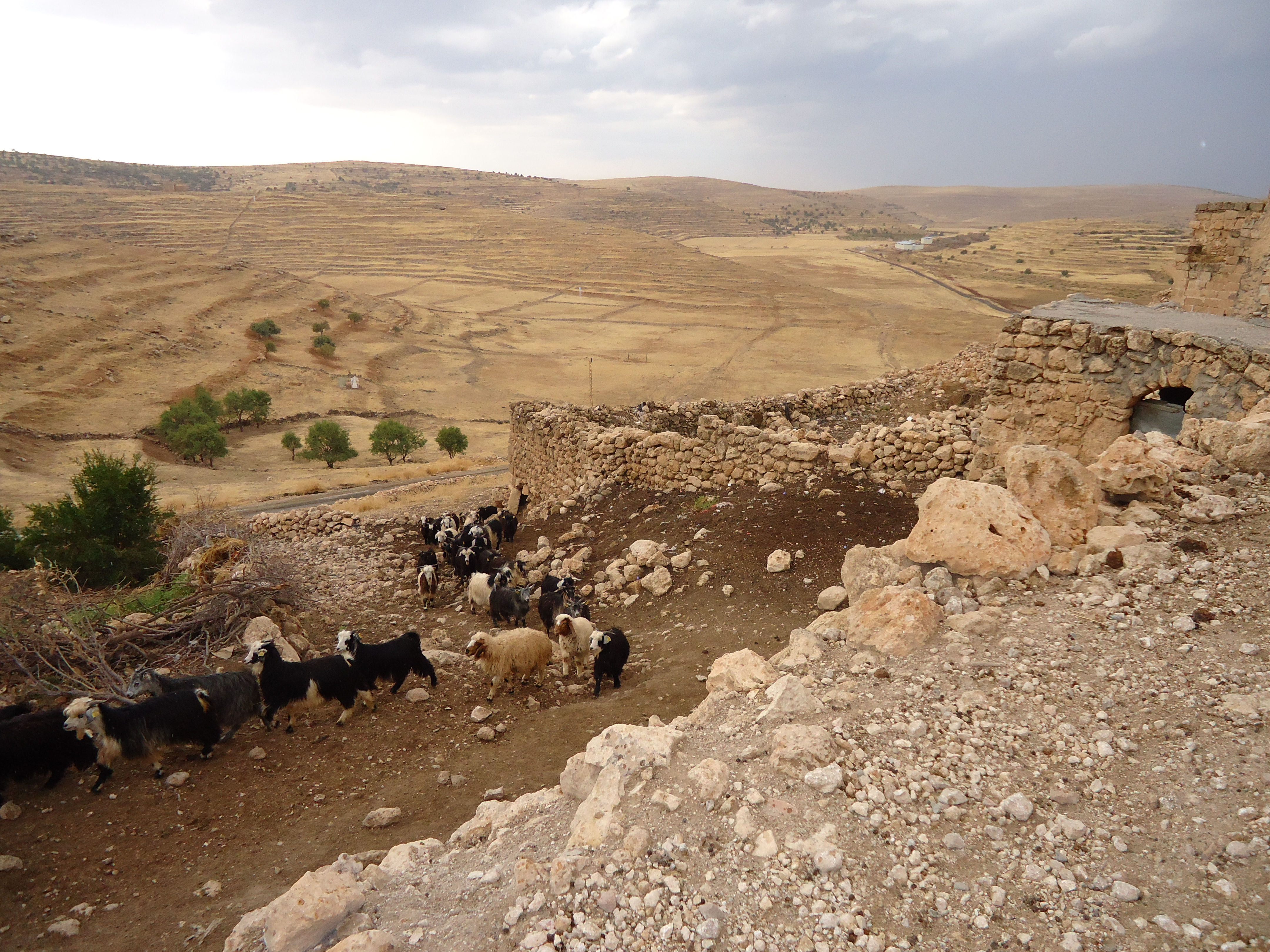
Im Tur Abdin

Die Bewohner des Tur Abdin sollen laut späterer Überlieferungen bereits im 1. Jahrhundert von den Aposteln Thomas und Thaddäus zum Christentum bekehrt worden sein. Sicher nachweisbar ist das Christentum hier allerdings erst in der Spätantike. Den damals gegründeten zahlreichen Klöstern und Kirchen verdankt das Gebiet seinen heutigen Namen.
Vom 4. bis zum 7. Jahrhundert bildete der Tur Abdin die Grenze zwischen Ostrom und dem persischen Reich der Sassaniden, der Nachfolger der Parther; das Gebirge bildete eine Art Vorposten des Oströmischen Reiches. Während die Eroberung durch die Araber nach 640 zunächst das Ende der Verfolgung durch die oströmisch-byzantinischen Reichskirche bedeutete, verschlechterte sich die Lage der indigenen syrischen Christen nach dem Sieg der Seldschuken in der Schlacht bei Manzikert 1071. Der Tur Abdin wurde von Timur Lenk um 1400 massiv geplündert, viele Klöster und Siedlungen wurden zerstört.

### Neuzeit
Seit dem Spätmittelalter gehörte der Tur Abdin zum Osmanischen Reich. Besonders im 19. und 20. Jahrhundert kam es zu Massakern an den syrischen Christen (auch bekannt als Aramäer, Assyrer oder Chaldäer) durch die osmanisch-türkische Armee und kurdische Familienclans, verstärkt im Jahr des Schwertes 1915, als viele historische und jahrhunderte alte christliche Dörfer durch Vertreibung und Ermordung der Bewohner entvölkert wurden.
Noch um 1970 lebten dennoch zahlreiche Suroye/Suryoye im Tur Abdin, Suroye/Suryoye ist die eigensprachliche Bezeichnung der syrischen Christen. Während der letzten Jahrzehnte fand aber ein massiver Exodus der Aramäer/Assyrer nach Syrien, in den Libanon, in den Irak, nach Nordamerika, Australien und insbesondere West-Europa (Deutschland, Niederlande, Schweiz) statt. Heute leben im Tur Abdin darum nur noch etwa 4.000 syrisch-orthodoxe Christen, die vielfach der sozialen Elite angehören und zum Beispiel als Silberschmiede und Ärzte tätig sind. Ausgewanderte Glaubensbrüder unterstützen die Daheimgebliebenen inzwischen massiv finanziell, sodass in den letzten Jahren viele Kirchen und Klöster aufwendig restauriert werden konnten. Der Fortbestand der christlichen Gemeinden im Tur Abdin ist derzeit dennoch bedroht.

## Gegenwart
Die Aramäer/Assyrer im Tur Abdin verwenden die klassisch-syrische Hochsprache als Kirchensprache im Gottesdienst, sprechen als Muttersprache jedoch einen nordostaramäischen Dialekt, der Turoyo („Berg-[Dialekt]“) genannt wird. Weil die meisten Sprecher aus der Region Tur Abdin vertrieben wurden und modernes Syrisch (Surayt/Turoyo) in den Ländern der aramäischen/assyrischen Diaspora einen sehr geringen Status hat, weshalb nicht alle Nachkommen der Auswanderer die Sprache ihren Kindern beibringen, und weil Ṭuroyo im Gegensatz zur Sakralsprache eine schriftlose Sprache ist und daher kaum schulisch vermittelt werden kann, gilt ihr Fortbestehen als bedroht.
Die Bevölkerungsmehrheit im Tur Abdin wird heute von Kurden gebildet, hinzu kommen Araber und Türken. Die folgenden Orte werden noch (zum Teil oder vollständig) von syrisch-orthodoxen Christen bewohnt:
- Anhel (türkisch Yemişli)
- Arbo (türkisch Taşköy)
- Arkah (türkisch Üçköy)
- Arnas (türkisch Bağlarbaşı)
- Aynwardo (türkisch Gülgöze)

Klöster und Orte im Tur Abdin

- Beth Debe / Badibe (türkisch Dibek)
- Beth Kustan / Bequsyone (türkisch Alagöz)
- Beth Sbirino / Bsorino (türkisch Haberli)
- Beth Zabday (türkisch İdil, arabisch Azech, kurdisch Ezech)
- Dayro da-Slibo (türkisch Çatalçam)
- Hah (türkisch Anıtlı)
- Hrabemishka/Harbtho (türkisch Dağiçi)
- Hapsis (türkisch Mercimekli)
- Kafro Helayto (türkisch Arıca)
- Kafro Tahtayto (türkisch Elbeğendi)
- Karboran (türkisch Dargeçit)
- Kfarze (türkisch Altıntaş)
- Marbobo (türkisch Günyurdu)
- Midin (türkisch Öğündük)
- Midyat
- Mizizah (türkisch Doğançay)
- Qartmin (türkisch Yayvantepe)
- Salah (türkisch Barıştepe)
- Sare (türkisch Sarıköy)

## Kirchen

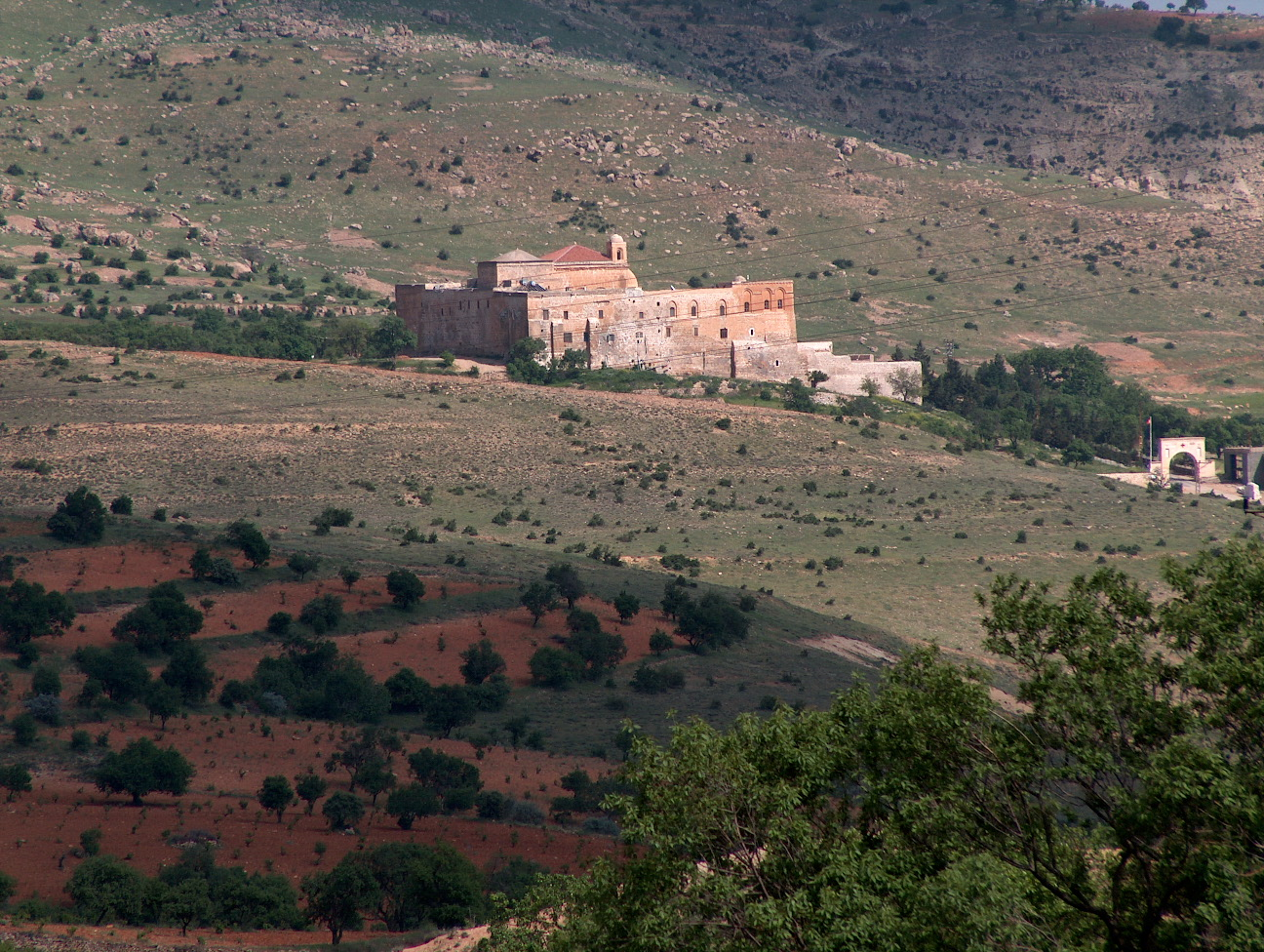
Kloster Mor Hananyo

Zu den ältesten noch heute bestehenden Klöstern gehört Mor Gabriel, eine Gründung aus dem späten 4. Jahrhundert, sowie das Kloster Zafaran (Mor Hananyo) aus dem 5. Jahrhundert, das für Jahrhunderte auch Sitz des Patriarchen bzw. Gegenpatriarchen der Jakobiten war. Beide Klöster sind bis heute Bischofssitze der Syrisch-orthodoxen Kirche: Im Kloster Mor Gabriel residiert Mor Timotheos Samuel Aktaş, der Metropolit der syrisch-orthodoxen Diözese von Tur Abdin, und in Mor Hananyo residiert Mor Filüksinos Saliba Özmen, der Bischof von Mardin. Weitere noch genutzte Klöster sind Mor Malke und das Mutter-Gottes-Kloster in Hah. Bedeutend ist auch das Jakobskloster (Mor Yakob) in Salah, das von 1364 bis 1839 Sitz des Gegenpatriarchen im Tur Abdin war.

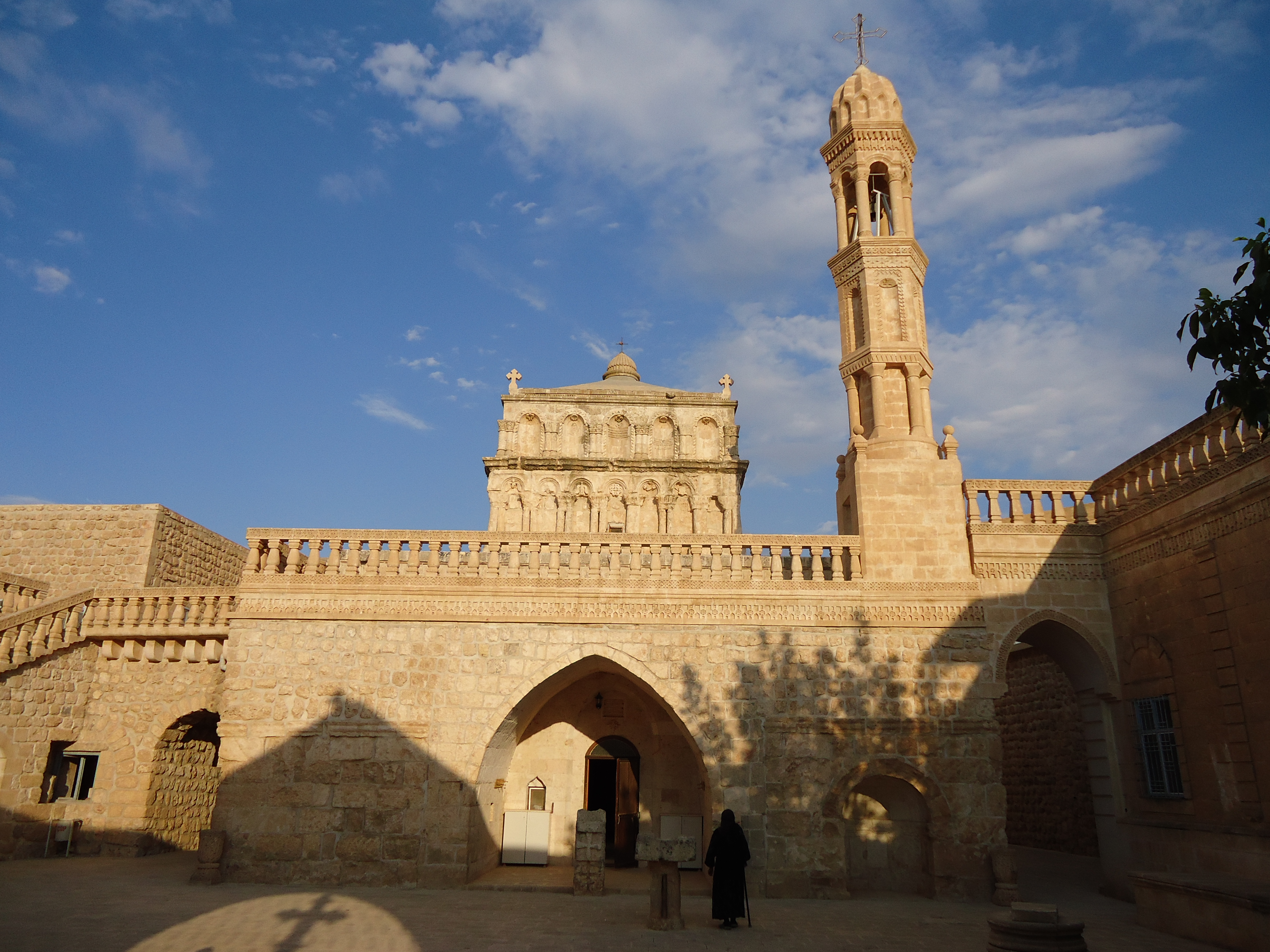
Die Mutter-Gottes-Kirche in Hah

Der Bischofssitz der ersten Diözese des Tur Abdin war Hah, damals die Metropole vom Tur Abdin und angeblich zudem eine alte Königsstadt. Hier befindet sich bis heute auch die kleine, aber berühmte Mutter-Gottes-Kirche, die frommen Legenden zufolge von den heiligen drei Königen erbaut worden sein soll und den Christen der Region daher als die älteste Kirche der Welt gilt (tatsächlich stammt der Bau aus der Spätantike).
Trotz aller Massaker und Zerstörungen blieben einige wertvolle Handschriften erhalten, die in den Klöstern des Tur Abdin entstanden und sich heute zum Teil in west- und mitteleuropäischen Bibliotheken befinden. Der Mar-Gabriel-Verein in Reinbek und die Initiative Christlicher Orient (ICO) bemühen sich um die Erhaltung der letzten christlichen Dörfer und Klöster in der heutigen Türkei.